# Hylemera marmorata
Hylemera marmorata là một loài bướm đêm trong họ Geometridae.